# Glendale Challenger 1994
Il Glendale Challenger 1994 è stato un torneo di tennis facente parte della categoria ATP Challenger Series nell'ambito dell'ATP Challenger Series 1994. Il torneo si è giocato a Glendale negli Stati Uniti dal 14 al 20 novembre 1994 su campi in cemento.

## Vincitori

### Singolare
Christian Ruud ha battuto in finale  Michael Joyce con il punteggio di 6–1, 6–3

### Doppio
Trevor Kronemann /  Rick Leach hanno battuto in finale  Brian Gyetko /  Bryan Shelton con il punteggio di 6–4, 6–3